# دانشگاه کولگیت
دانشگاه کولگیت (به انگلیسی: Colgate University) تأسیس ۱۸۱۹، یکی از دانشگاه‌های خصوصی ایالات متحده آمریکا بوده و در نیویورک واقع است.

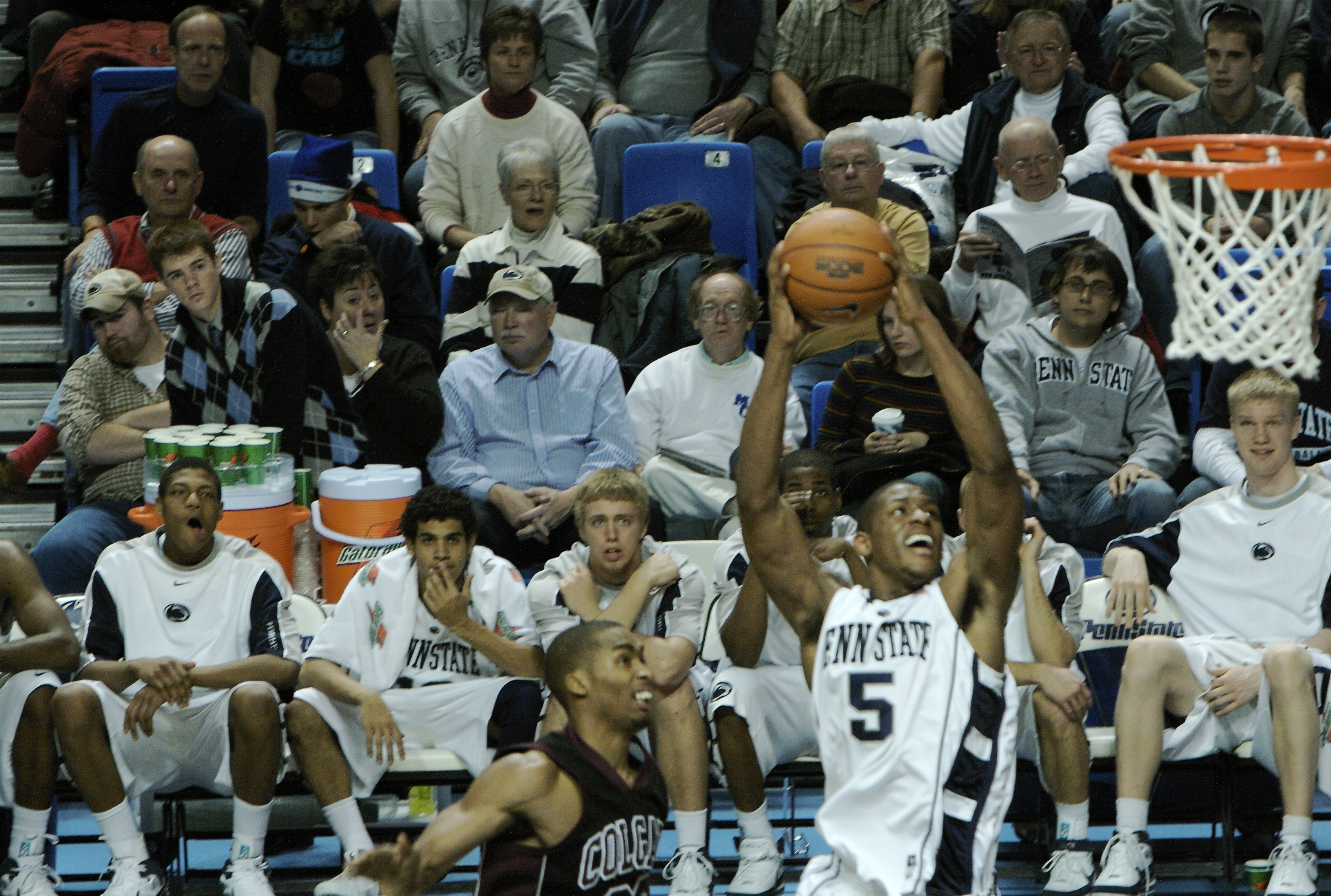
مسابقه بسکتبال دانشگاه کولگیت علیه دانشگاه ایالتی پنسیلوانیا